# Liste der Kreisstraßen im Kreis Lippe

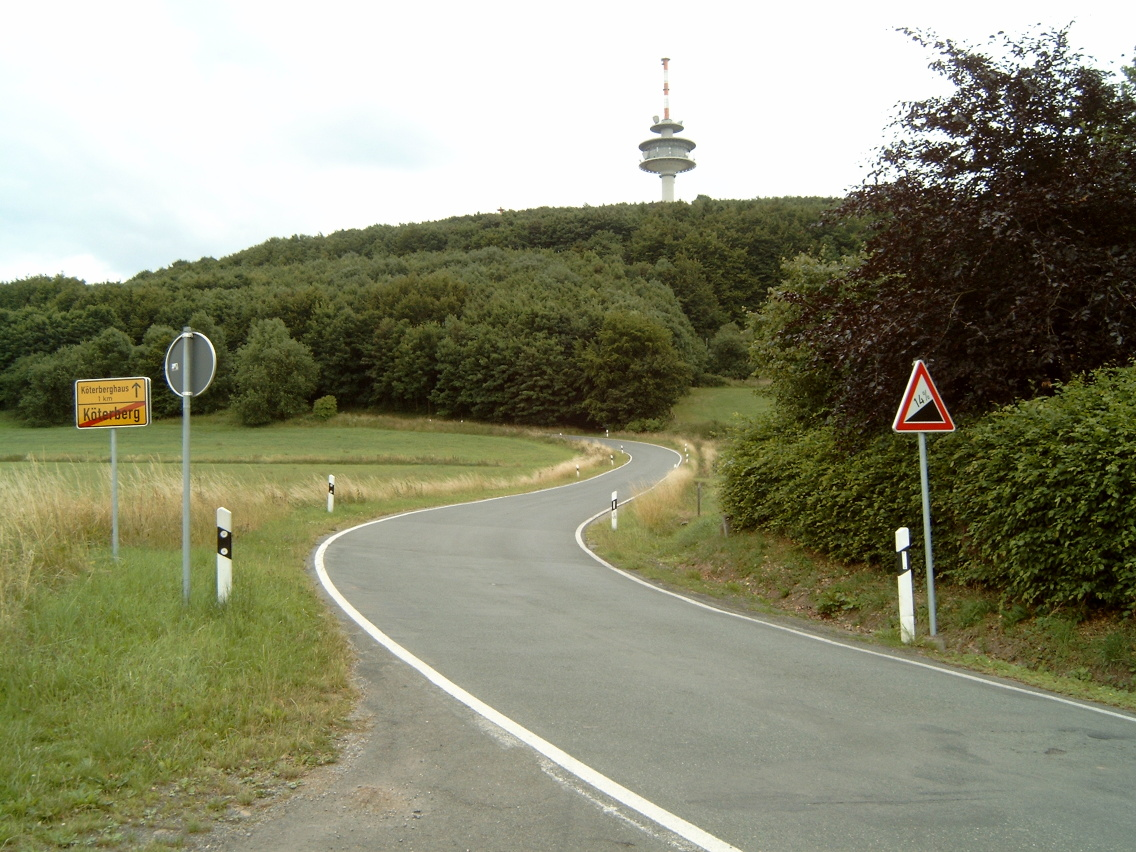
Kreisstraße K 69: Straße zum Gipfel des Köterbergs

Die Liste der Kreisstraßen im Kreis Lippe ist eine Auflistung der Kreisstraßen im Kreis Lippe, Nordrhein-Westfalen.

## Abkürzungen
- K: Kreisstraße
- L: Landesstraße

## Liste
Die Kreisstraßen behalten die ihnen zugewiesene Nummer innerhalb von Nordrhein-Westfalen auch bei einem Wechsel in einen anderen Kreis oder in eine kreisfreie Stadt. Nicht vorhandene bzw. nicht nachgewiesene Kreisstraßen werden in Kursivdruck gekennzeichnet, ebenso Straßen und Straßenabschnitte, die unabhängig vom Grund (Herabstufung zu einer Gemeindestraße oder Höherstufung) keine Kreisstraßen mehr sind.
Der Straßenverlauf wird in der Regel von Nord nach Süd und von West nach Ost angegeben.
| Nr.   | Verlauf |
| ----- | --- |
| K 1   | (K 1 in Bielefeld) – Kreisgrenze – K 2 – Döldissen – K 5 – Evenhausen – L 751 – K 20 – Leopoldshöhe – L 967 |
| K 2   | K 1 – Bechterdissen – L 751 |
| K 3   | in Asemissen – Greste – L 967 – Helpup – in Kachtenhausen |
| K 4   | (K 4 im Kreis Herford) – Kreisgrenze – K 5 – Lockhausen – Kriegerheide – Aspe – |
| K 5   | (K 5 im Kreis Herford) – Kreisgrenze – Lockhauserbaum – L 804 – Sepp – K 30 – K 4 – Lockhausen – L 712n – Maikamp – K 23 – Sudheide – Nienhagen – L 805 – Schuckenbaum – L 968 (– Abzweig zur K 1) – Leopoldshöhe – L 751 – Krentruper Hagen – Hakenheide – Pottenhausen – L 967 – Lage – K 19 – – Ehrentrup – K 18 – Breitenheide – K 9 – Müssen – L 945 – Hiddentrup – K 11 in Hörste |
| K 8   | L 967 – K 19 – Ehlenbruch – Kachtenhausen – Billinghausen – L 945 – Heßkamp – K 11 in Stapelage |
| K 9   | K 5 in Müssen – Hüntrup – L 944 |
| K 10  | (K 10 in Bielefeld) – Kreisgrenze – L 757 in Oerlinghausen |
| K 11  | L 967 in Oerlinghausen (– Abzweig zur nach Helpup) – Währentrup – Stapelage – K 8 – Hörste – K 5 – L 758 in Pivitsheide V. L. |
| K 12  | (K 12 im Kreis Herford) – Kreisgrenze – Harkemissen – K 41 – L 861 in Echternhagen |
| K 13  | L 944 in Pivitsheide V. H. – Heidenoldendorf – L 936 – Detmold (– Abzweig zur L 758) – Stadtmitte |
| K 14  | L 945 in Nienhagen – |
| K 15  | L 936 in Niewald – Bremke – Oettern – in Klüt |
| K 16  | (K 16 im Kreis Herford) – Kreisgrenze – K 34 in Welstorf |
| K 17  | (K 17 im Kreis Herford) – Kreisgrenze – Röntorf – L 967 |
| K 18  | in Lage – Ehrentrup – K 5 |
| K 19  | K 8 – Ohrsen – K 5 in Lage |
| K 20  | L 751 in Evenhausen – L 967 |
| K 22  | in Bad Salzuflen – Holzhausen – L 967 in Pottenhausen |
| K 23  | (K 23 in Bielefeld) – Kreisgrenze – Küsenbaum – K 5 – Sudheide – K 28 – L 805 – Bexterhagen – K 27 – L 751 |
| K 24  | L 967 in Hölserheide – Sprikernheide – L 968 – Hagen bei Lage – in Lage |
| K 25  | L 967 in Ueckermann an der Bega – Hengstheide – Lieme – L 968 – Maßbruch (– Abzweig zur L 936 in Hardissen) – |
| K 26  | in Hörstmar – Grassiek – Schäfersiek – L 238 – Trophagen – L 941 in Heiden |
| K 27  | L 805 in Werl-Aspe – Wülfer – K 28 – Wülferheide – K 23 |
| K 28  | K 23 – Uebbentrup – L 805 – Auf der Huneke – Bekamp – Wülfer – K 27 – L 751 in Ziegenecke |
| K 29  | K 4 in Kriegerheide – Asperheide – L 805 in Knetterheide |
| K 30  | K 5 in Sepp – Biemsen – in Werl |
| K 33  | L 967 – Tipp – Leese – L 936 – in Lemgo |
| K 34  | L 772 – K 35 – Waldemeine – Wüsten – L 958 – Kätchenort – Kixmühle – Pillenbruch – K 16 – Welstorf – Kirchheide – L 967 – Matorf – Bredaerbruch – L 958 – Niederluhe – |
| K 35  | K 34 in Waldemeine – K 36 – Glimke – Kreisgrenze am nördlichen Straßenrand – L 535 |
| K 36  | K 35 in Glimke – L 535 |
| K 37  | – L 957 in Rentorf |
| K 38  | K 95 in Schlangen – Kreisgrenze – (K 38 im Kreis Paderborn) |
| K 38A | L 967 in Talle – Osterhagen – |
| K 39  | L 861 – Brosen – Bavenhausen – L 957 – Niedermeien – Homeien – L 861 in Hillentrup |
| K 40  | K 41 in Wentorf (– Abzweig zur K 41 in Westorf) – L 967 in Talle |
| K 41  | – Faulensiek – K 42 – Bentorf – L 861 – Harkemissen – K 12 – Wentorf – K 40 – Westorf – in Hohenhausen |
| K 42  | in Kalldorf – K 41 in Faulensiek |
| K 45  | L 961 in Heidelbeck – Osterberg – Silixen – K 46 – L 758 in Bögerhof |
| K 46  | (K 80 im Landkreis Schaumburg, Niedersachsen) – Kreisgrenze – Silixen – K 45 – L 962 – Kükenbruch – Laßbruch – L 957 – Göstrup – Hüttenhau – L 861 – Teufelskämpen – Steinegge – L 963 |
| K 47  | (K 47 im Kreis Gütersloh) – Kreisgrenze – Truppenübungsplatz Senne – L 942 |
| K 48  | L 963 – Linderhofe – Hohensonne – L 964 |
| K 49  | L 758 – Goldener Winkel – Bremke – K 51 – K 52 – Rott – K 52 in Nösingfeld |
| K 51  | (K 78 im Landkreis Schaumburg, Niedersachsen) – Landesgrenze – Bremke – K 49 – Untere Höfe – K 52 – Wiemke – K 53 – K 55 – Twelen – L 963 in Bösingfeld |
| K 52  | K 51 in Bremke – Grund – Nösingfeld – K 49 – Hagendorf – Untere Höfe – K 51 |
| K 53  | L 957 in Almena – Fütig – L 758 – Siek – K 51 in Wiemke |
| K 55  | L 758 in Nalhof – Meierberg – K 51 – Buchhals – Landesgrenze – (K 81 im Landkreis Schaumburg, Niedersachsen) |
| K 57  | L 758 in Bösingfeld – L 861 – Hummerbruch – K 59 in Alverdissen |
| K 58  | L 861 in Bösingfeld – Eichholz – Reine – Drostenhof – K 59 – Uhlental – in Sonneborn |
| K 59  | in Bega – Sibbentrup – K 60 – Struchtrup – Alverdissen – L 964 – K 57 – K 58 – Dudenhausen – Landesgrenze – (K 36 im Landkreis Hameln-Pyrmont, Niedersachsen) |
| K 60  | K 73 in Sommersell – Bentrup – – Barntrup – Wierborn – K 59 in Struchtrup |
| K 61  | L 948 – L 946 in Hiddensen |
| K 62  | L 946 in Eschenbruch – Glashütte bei Schieder – K 74 – L 614 |
| K 64  | (K 38 im Landkreis Hameln-Pyrmont, Niedersachsen) – Landesgrenze – Lügde – L 614 – Landesgrenze – (K 53 im Landkreis Hameln-Pyrmont, Niedersachsen) |
| K 65  | L 614 in Lügde – Finkenborn – Landesgrenze an der nordöstlichen Straßenseite – K 66 in Sabbenhausen |
| K 66  | L 946 in Elbrinxen – Sabbenhausen – K 65 – Wörderfeld – K 67 – Hünkergrund |
| K 67  | (K 39 im Landkreis Holzminden, Niedersachsen) – Landesgrenze – Wörderfeld – K 66 – Falkenhagen – L 946 – K 68 in Hummersen |
| K 68  | K 69 – K 67 in Hummersen |
| K 69  | L 946 in Falkenhagen – K 68 – Köterberg (– Abzweig zum Köterberg) – Niese – |
| K 70  | L 886 – Kreisgrenze – (K 64 im Kreis Höxter) – Kreisgrenze – in Paenbruch |
| K 71  | K 72 in Brakelsiek – L 827 – Mittelniesemühle – Ruensiek – Kreisgrenze – (K 71 im Kreis Höxter) |
| K 72  | in Brakelsiek – K 71 – L 827 in Lothe |
| K 73  | – K 82 – Bega (– Abzweig zur ) – Sommersell – K 60 – Rote Kuhle – L 758 – Blomberg – Maspe – K 74 – Lakehof – – Wöbbel – Kreisgrenze – (K 73 im Kreis Höxter) |
| K 74  | K 75 in Reelkirchen – Steinsiek – Tintrup – Maspe – K 73 – (Ostwestfalenstraße) – Freismissen – Borkhausen – L 614 – Blomberg – – Siekhof – L 948 in Schieder |
| K 75  | K 78 in Wellentrup – Höntrup – K 77 – Herrentrup – Reelkirchen – K 74 – Oberbelle – Niederbelle – K 76 – Kreisgrenze – (K 75 im Kreis Höxter) |
| K 76  | K 75 in Niederbelle – Billerbeck – L 823 – Kreisgrenze – (K 76 im Kreis Höxter) |
| K 77  | K 75 in Höntrup – in Siebenhöfen |
| K 78  | K 91 in Diestelbruch – Vahlhausen – L 758 – Dahlsheide – Niederschönhagen – K 92 – Brüntrup – L 943 – Wellentrup – K 75 – L 712 in Istrup |
| K 79  | L 758 in Cappel – Mossenberg – L 712 |
| K 80  | K 81 in Kleinenmarpe – Großenmarpe – L 758 – Wöhren – L 712 |
| K 81  | K 89 in Dalborn – Kleinenmarpe – K 80 – L 758 in Cappel |
| K 82  | L 961 in Wendlinghausen – Betzen – K 83 – K 73 in Bega |
| K 83  | K 85 – Breite – Voßheide – K 84 – Lütte – Stumpenhagen – Sporkholz – Döldissen – Farmbeck (– Abzweig zur K 82 nach Betzen) – – Vogtskamp – Oelentrup – L 963 |
| K 84  | – Voßheide – K 83 – Kluckhof – K 85 |
| K 85  | (Ostwestfalenstraße) – K 83 – Brake – L 941 – Stucken – K 84 – Trift – Unterwiembeck – K 86 – Biesen – K 89 in Mosebeck |
| K 86  | L 941 in Wahmbeckerheide – K 87 – Oberwiembeck – K 85 in Unterwiembeck |
| K 87  | K 86 – Barkhausen – Brokhausen (– Abzweig zur K 89}) – K 88 – in Dehlentrup |
| K 88  | L 941 in Wahmbeckerheide – Röhrentrup – K 87 – Klüterberg – Herberhausen – in Detmold |
| K 89  | in Hakedahl – Hohenwart – K 87 – K 85 – Mosebeck – L 758 – Dalborn – K 81 – Gehrenberg – L 712 – L 961 – Donop – Altendonop |
| K 90  | in Jerxen-Orbke – L 936 – – K 88 – Hakedahl – K 89 – L 758 – K 91 – Remmighausen – L 828 in Hornoldendorf |
| K 91  | in Detmold – Diestelbruch – K 78 – K 92 |
| K 92  | K 78 in Niederschönhagen – K 91 – Oberschönhagen – Fissenknick – L 943 in Bad Meinberg |
| K 93  | L 937 in Berlebeck – Fromhausen – L 828 – L 954 (– Abzweig zur L 954 in Horn) – – Wilberg – Schönemark – |
| K 94  | – Bellenberg |
| K 95  | L 937 in Oesterholz-Haustenbeck – Kohlstädt – L 937 – Schlangen – K 38 – |
| K 96  | L 938 – Truppenübungsplatz Senne – L 942 |
| K 97  | (K 97 im Kreis Paderborn) – Kreisgrenze – Truppenübungsplatz Senne – L 942 |
| K 98  | L 937 in Schlangen – L 828 in Veldrom |

## Quelle
- Landesvermessungsamt Nordrhein-Westfalen, Kreiskarte Nr. 24: Kreis Lippe

Koordinaten: 51° 56′ 13,5″ N, 8° 50′ 54,1″ O